# Neusticurus racenisi
Espèce
Neusticurus racenisi est une espèce de sauriens de la famille des Gymnophthalmidae.

## Répartition
Cette espèce se rencontre au Roraima au Brésil et au Bolívar au Venezuela.

## Étymologie
Cette espèce est nommée en l'honneur de Janis Rácenis.

## Publication originale
- Roze, 1958 : Resultados zoologicos de la expedicion de la Universidad Central de Venezuela a la region del Auyantepui en la Guayana Venezolana, Abril de 1956. 5. Los reptiles del Auyantepui, Venezuela, basandose en las colecciones de las expsdiciones de Phelps-Tate Acta Biologica Venezuelica, vol. 2, p. 243–270.